# El rei se'n va de gresca
El rei se'n va de gresca (títol original en anglès The King Steps Out) és una pel·lícula de comèdia lleugera estatunidenca del 1936 dirigida per Josef von Sternberg basada en els primers anys de l'emperadriu Elisabet d'Àustria, coneguda com "Sisi" o "Sissi", i el seu festeig i matrimoni amb Francesc Josep I d'Àustria, després que ell es va comprometre inicialment amb la seva germana gran Helena de Baviera. La pel·lícula està ambientada entre 1852 i 1854. Ha estat doblada al català.
El guió va ser escrit per Sidney Buchman, basat en una obra de teatre anomenada Sissys Brautfahrt d'Ernst Décsey i Robert Weil també conegut com Gustav Holm Columbia Pictures va comprar els drets a Ernst Marischka per fer la pel·lícula. La lletra de la música era de Dorothy Fields i la música del compositor i violinista vienès Fritz Kreisler. La fotografia va ser de Lucien Ballard i l'edició de Viola Lawrence. El disseny de vestuari va ser de l'austríac Ernst Deutsch-Dryden.
La futura ballarina de Broadway Gwen Verdon va debutar al cinema fent un solo de ballet als 11 anys, però no estava acreditada.
La pel·lícula només va tenir una influència mínima en la posterior trilogia Sissi de la dècada de 1950 d'Ernst Marischka protagonitzada per Romy Schneider i Karlheinz Böhm.

## Repartiment
- Grace Moore com Elisabet d'Àustria
- Franchot Tone com Francesc Josep I d'Àustria
- Walter Connolly com Duc de Baviera
- Raymond Walburn com Coronel von Kempen
- Elisabeth Risdon com Arxiduquessa Sofia
- Nana Bryant com Lluïsa de Baviera
- Victor Jory com Capità Palffy
- Frieda Inescort com Helena de Baviera
- Thurston Hall com Major
- Herman Bing com Pretzelberger
- George Hassell com Herlicka
- Johnny Arthur com a cap de la policia secreta
- Charles Coleman com a tinent (sense acreditar)
- William Hopper com a soldat (sense acreditar)
- Henry Roquemore com a cambrer (sense acreditar)
- C. Montague Shaw com a delegat rus (sense acreditar)
- Al Shean com a mestre de ballet (sense acreditar)
- Gwen Verdon com a ballarina especialitzada (sense acreditar)

## Recepció
Escrivint per a The Spectator l'any 1936, Graham Greene va donar a la pel·lícula una crítica lleugerament positiva, assenyalant que en les seves "seqüències lleugeres i divertides" portava els trets distintius del "toc Lubitsch". Greene va elogiar l'actuació de Bing, afirmant que "tota la pel·lícula [és portada] sobre les seves espatlles d'una manera molt expressiva".